# Папа Јулије III
Папа Јулије III (лат. Julius III; Монте Сан Савино, 19. септембар 1487 — Рим, 2. април 1555) је био 221. папа од 17. фебруара 1550. до 23. марта 1555.